# Павловский (Иркутская область)
Павловский — исчезнувший участок на территории Хазанского сельского поселения Зиминского района.

## История
Основан в 1926 году. На 1929 год относился к Батаминскому сельсовету. Согласно переписи населения СССР 1926 года в нём насчитывалось 24 хозяйства, 104 жителя, в том числе 55 мужчин и 49 женщин.
На 1966 год посёлок Павловск Хазанского сельсвоета.
Населённый пункт пришёл в упадок с закрытием узкоколейной железной дороги, по которой возили лес из предгорий Саян. По свидетельствам местных жителей участок закрылся в 1976 году. На топографической карте Генштаба СССР 1984 года отмечен как нежилой.